# Johanneskirche (Stoccarda)
La chiesa protestante di San Giovanni (in tedesco Johanneskirche) a Stoccarda fu costruita in stile neogotico dal 1864 al 1876 dal suo capo-architetto, Christian Friedrich von Leins. È situata su una penisola del Feuersee ("Lago di fuoco"), nel distretto Ovest, mentre l'ingresso principale e la torre segnano l'inizio dell'ex Johannesstraße.

## Storia
Dopo essere stata quasi distrutta durante la seconda guerra mondiale, è stato ricostruito l'edificio principale della chiesa, ma le volte gotiche furono sostituite con quelle moderne e la torre campanaria fu lasciata intenzionalmente incompleta come una sorta di monumento ai caduti.

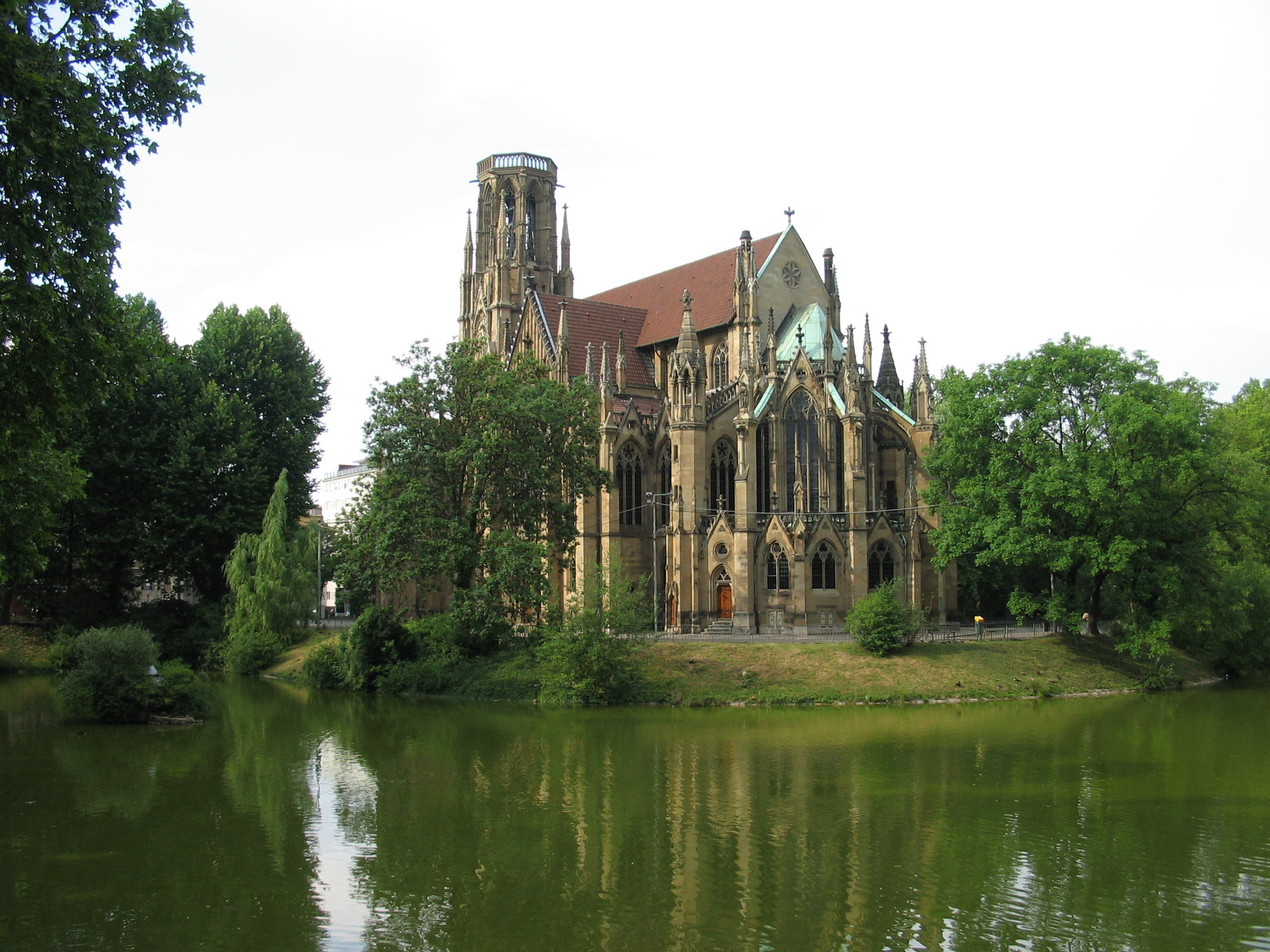
San Giovanni
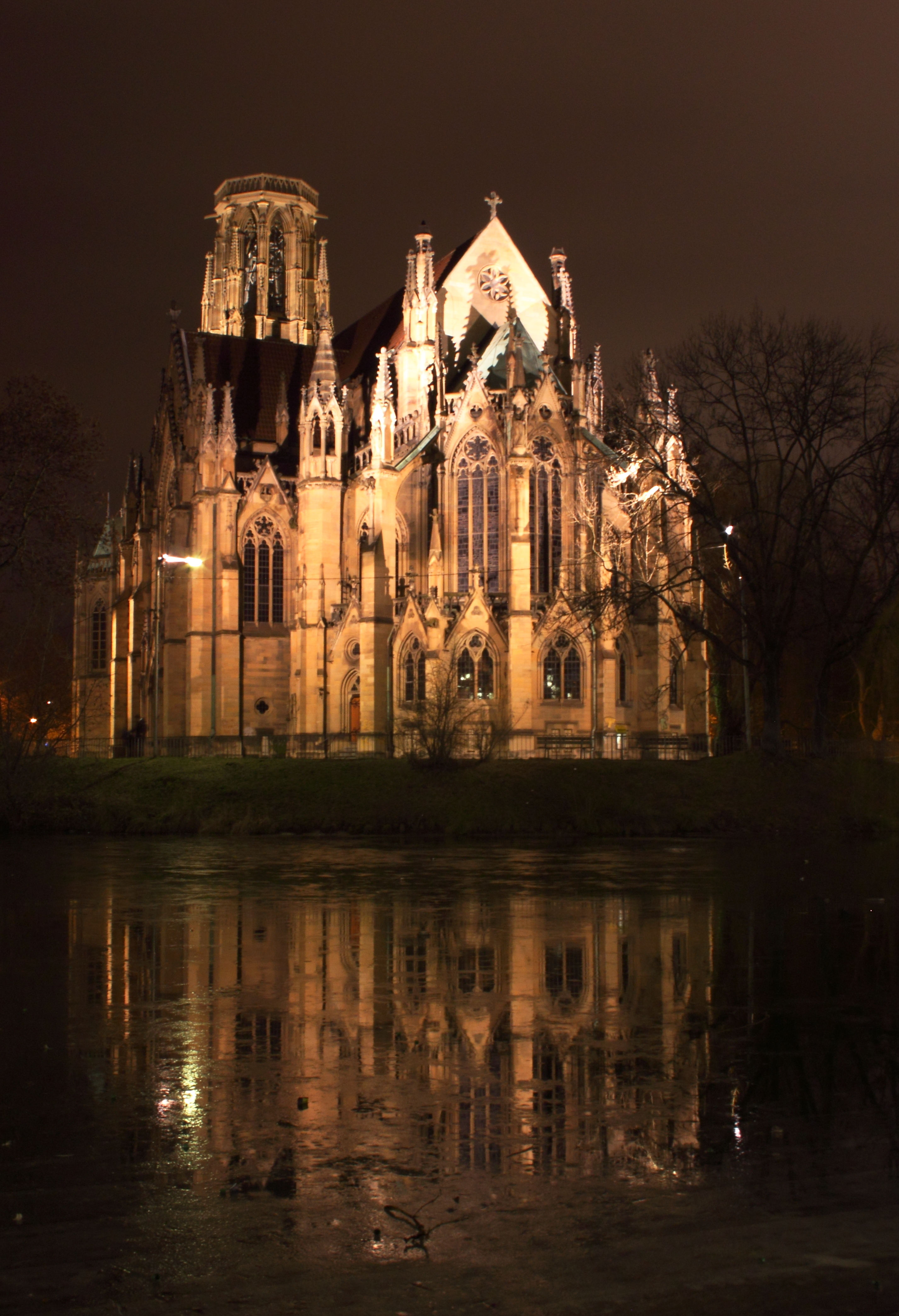
San Giovanni di notte
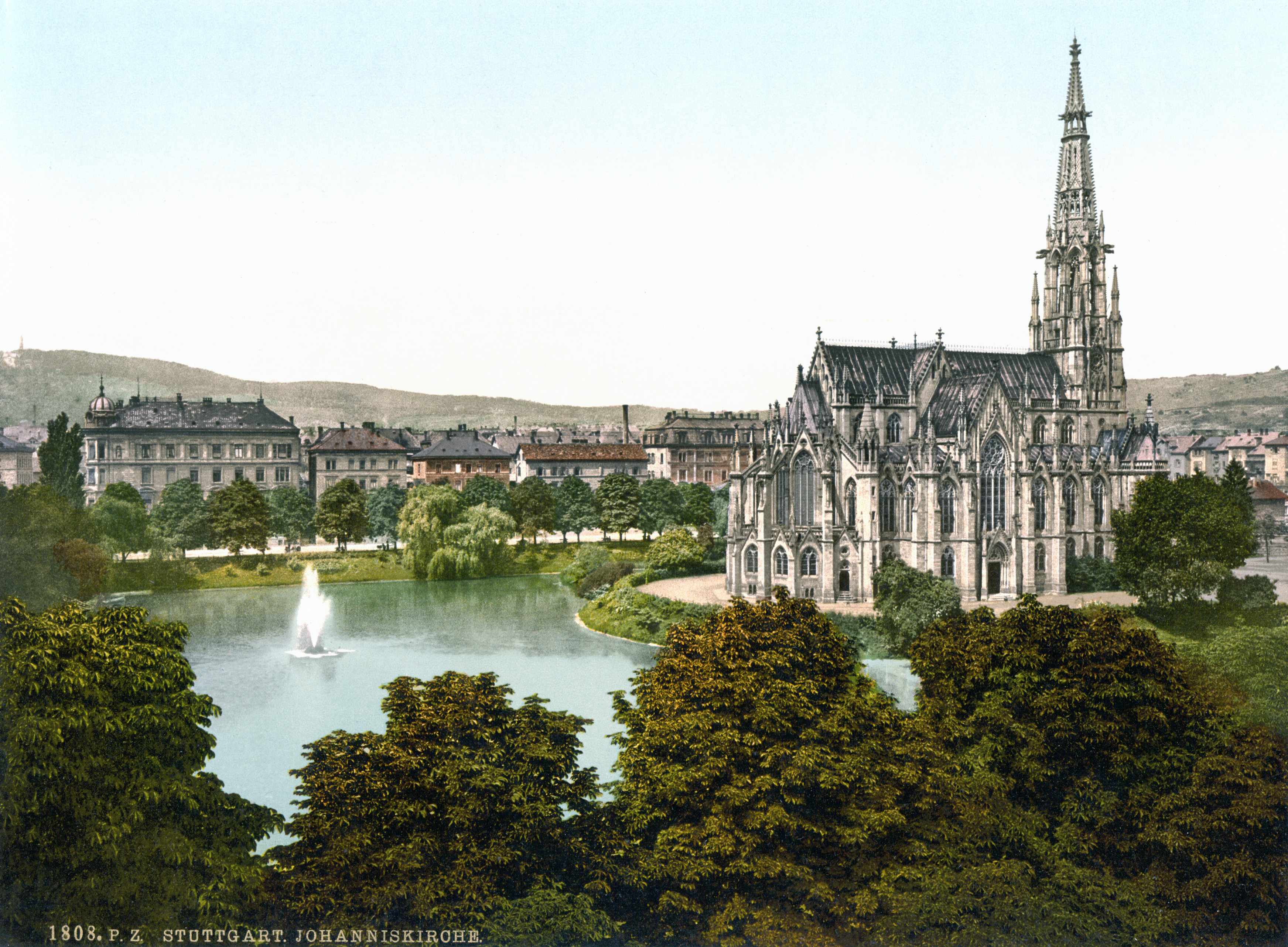
San Giovanni nel 1900